# ملک کاووس یکم
ملک کاووس اول از فرمانروایان پادوسپانیان در نور بود که میان سال‌های ۸۵۷ تا ۸۷۱ هجری حکومت داشت. ملک کاووس مؤسس و اولین ملک در شاخهٔ ملکان نور است که پس از بحرانی جانشینی کیومرث، در نیمی از قلمرو پیشین خاندان پادوسپانی استقرار یافتند.

## بحران جانشینی و تجزیه
با درگذشت ملک کیومرث یکم در سال ۸۵۷ هجری، قلعهٔ رستمدار توسط ملک مظفر مصادره شد و او ادعای جانشینی نمود. مظفر به کاووس که برادر بزرگ‌ترش بود، اجازه نداد که جسد پدر را برای غسل و تدفین به درون قلعه آورد. اما حکومت ملک مظفر تنها چند روز دوام آورد و پس از اعلان مخالفت مردم رستمدار و بیعتشان با کاووس، از قدرت کنار رفت و کارکیا محمد دوم (حاکم کیاییان در شرق گیلان) حکومت او را به رسمیت شناخت.
ملک کاووس تبعیت از حکومت قراقویونلو و جهان‌شاه میرزا را نپذیرفت و برادر دیگرش، ملک جلال‌الدین اسکندر، برای خود از مردم بیعت گرفته و سرانجام دو برادر پس از درگیری‌هایی، قلمرو پادوسپانی را تجزیه کرده و کاووس در نور و اسکندر در کجور استقرار یافتند.